# Куницына (Соликамский район)
Куницына — упразднённая в 1971 году деревня в Соликамском районе Пермской области РСФСР. Входила в состав Рогальниковского, позднее Половодовского сельского совета.

## География
Находилась примерно в 10 км к северо-востоку от села Половодово Соликамского района Пермского края, на дороге в пос. Усть-Сурмог.

## История
Образована во второй половине XIX века крестьянами-старообрядцами беспоповского согласия Симановыми — выходцами из соседней деревни Касимка (Симонова) Половодовской волости Соликамского уезда. Кроме Симановых в деревне проживали Брезгины, Паршаковы, Травниковы.
В 1920-х гг. деревня вошла в состав Рогальниковского сельского совета. Симанов Иван Демидович (1902 г.р.) стал организатором и первым председателем машинного товарищества в д. Куницына, а с 1930 г. — сельскохозяйственной артели.
27 декабря 1971 года решением Исполнительного комитета Соликамского районного Совета Народных депутатов № 225 деревня Куницина исключена из состава Половодовского сельского Совета в связи с укрупнением.

## Население
Численность населения в 1904 году составляла 58 чел. — 26 мужчин, 32 женщины (13 дворов).